# Селбур
Селбу́р (тадж. Селбур) — село у складі Хатлонської області Таджикистану. Входить до складу джамоату імені Міралі Махмадалієва Восейського району.
Назва село означає порізаний селевим потоком.
Село розташоване на річці Учколшурок. Колишня назва — Чукурак.
Населення — 2987 осіб (2010; 2955 в 2009).
Село розташоване на автошляху Р-27 Курбоншахід-Совет. У селі діє середня школа.